# Операция «Параквейт»
Операция «Параквейт» — кодовое имя британской военной операции по восстановлению контроля над островом Южная Георгия, захваченным аргентинскими ВС 5 апреля 1982 года в начале Фолклендской войны.
Операция «Параквейт» стала частью масштабной операции «Корпорейт» по восстановлению британского контроля над Фолклендскими островами. 25 апреля британский контроль над островом был восстановлен.

## Подготовка
Британскому военному кабинету требовалась демонстрация политической решимости. Кабинет настоял, чтобы адмирал Джон Филдхауз из главного штаба в Нортвуде отдал приказ о проведении операции. План операции был разработан штабом третьей бригады коммандос. Генералу-майору королевской морской пехоты Джереми Муру было приказано выделить роту коммандос для секретной миссии. Первоначально для операции были отобраны коммандос из 45-го батальона, которые недавно прошли подготовку по действиям в джунглях. В итоге были выбраны коммандос из 42-го батальона, недавно участвовавших в зимнем развёртывании в Норвегии. Командиром десантного отряда был назначен опытный альпинист майор Гай Шеридан. Рота М 42-го батальона под командованием майора Криса Нанна была пополнена специалистами из разведывательных войск, роты обеспечения, сигнальщиками и медиками, всего 132 человека.
Шеридан запросил помощь учебного управления горной и арктической войны, но вместо этого в его распоряжение были предоставлены 19 горных специалистов из отряда D Специальной авиационной службы (SAS) с острова Вознесения. В итоге на острове Вознесения к Шеридану присоединился весь отряд D (19 горных специалистов, 16 — мобильный отряд, 18 воздушная команда и 17 — лодочная, а также штаб отряда). Кроме того к группе присоединились два специалиста из отряда специальной лодочной службы SBS и (по запросу Шеридана) две передовых группы артиллерийских наблюдателей.

## Начало операции
Возникли дополнительные трудности с размещением дополнительных войск в уже переполненных жилых отсеках. 11 апреля боевая группа отплыла с острова Вознесения. 13 апреля был сделан перерыв для распределения специалистов SAS по кораблям. В итоге рота М поместилась на борту танкера RFA Tidespring, 2 специалиста SBS, горная и лодочная команды SAS на борту фрегата HMS Plymouth, оставшаяся часть отряда D на борту эсминца HMS Antrim. 6 специалистов SBS пересели на подлодку HMS Conqueror. Командовал этой группой получившей обозначение CTG 317.9 капитан Брайан Янг с борта HMS Antrim.
14 апреля боевая группа повстречалась с HMS Endurance а на следующий день получила письменные приказы (сброшенные самолётом «Нимрод» королевских ВВС) об операции от адмирала Филдхауза, датированные 12 апреля и получила дату высадки 21 апреля.
Первой к месту действий прибыла подлодка HMS Conqueror, она обследовала ключевые пункты побережья Южной Георгии. Первоначально предполагалось высадить десантников SAS и SBS с вертолётов кораблей Tidespring и Antrim, но план пришлось изменить после того как два вертолёта «Уэссекс» потерпели крушение из-за плохой погоды на леднике «Фортуна», войска и экипажи были спасены вертолётом «Уэссекс» с эсминца Antrim, последнего вертолёта"Уэссекс", оставшегося у сил вторжения.
Аргентина располагала четырьмя подлодками. Две современные типа 209 и две модернизированные по программе GUPPY бывшие подлодки ВМС США. Одна из них ARA «Santa Fe» стала единственной аргентинской подлодкой принявшей участие в боях в ходе конфликта. Датчики лодки были ненадёжными, зарядная ёмкость батарей значительно сократилась с первоначального времени. «Санта Фе» перебрасывала войска, имея приказ избегать обнаружения и не атаковать никакие корабли, разрывать контакт с любым кораблём, который мог бы её обнаружить.
9 апреля «Санта Фе» в аргентинском порту приняла на борт 11 технических специалистов для восстановления коммунальных служб на Новой Георгии и девять морских пехотинцев с противотанковыми ракетами «Бантам» для усиления отряда вторжения, вооружённого только винтовками и пулемётами. Шторм не позволил использовать шноркель, что вызвало неожиданную нагрузку на батареи и потребовало провести часть похода в надводном положении. Перед рассветом 25 апреля воспользовавшись облачностью и безлунным небом лодка успешно высадила подкрепления в порту Грютвикен. В 05.00 «Санта Фе» ушла в море но была обнаружена вертолётом «Уэссекс» с HMS Antrim до того как успела погрузиться. К вертолёту «Уэссекс» присоединились вертолёты «Уосп» и «Линкс» которые выпустили по подлодке 6 ракет AS-12. Получившая повреждения подлодка вернулась в Грютвикен, команда отстреливалась от вертолётов из винтовок.

## Восстановление контроля
Два корабля королевского флота провели демонстративный артиллерийский обстрел двух холмов близ Грютвикена. Сводная группа специальных войск и королевских морских пехотинцев высадилась с вертолётов. Аргентинцы даже не собирались оказывать сопротивление. Гарнизон Грютвикена и экипаж повреждённой подлодки «Санта Фе» сдались коммандос роты М 17.15. Гарнизон в Лейт-харбор под командованием капитана-лейтенанта Альфреда Астиса сдался на следующий день. Аргентинцев эвакуировали на остров Вознесения, затем в Уругвай, откуда они добрались до Аргентины. Аргентинских офицеров Лагоса и Астиса отправили в Портсмут
Аргентинский военнопленный унтер-офицер флота Феликс Артузо из экипажа «Санта Фе» был по ошибке застрелен 26 апреля британским морским пехотинцем, которому показалось, что аргентинец пытается затопить лодку. Тело Артузо было похоронено на кладбище Грютвикена.
Командир боевой группы капитан Брайан Янг после сдачи Грютвикена отправил сообщение, которое было широко освещено в Британии:

«Будьте любезны сообщить Её Величеству, что Белый флаг развевается вместе с Юнион Джеком на Южной Георгии. Бог да хранит королеву.»
Оригинальный текст (англ.)
Be pleased to inform Her Majesty that the White Ensign flies alongside the Union Jack in South Georgia. God save the Queen.
— 
Создательница фильмов о дикой природе Синди Бакстон и её помощница Энн Прайс, проводившие съёмки на изолированной части острова перед вторжением были эвакуированы вертолётом с HMS Endurance 30 апреля.